# SunStroke Project
SunStroke Project — группа из Молдавии. Вместе с Олей Тира представили Республику Молдова на конкурсе песни «Евровидение 2010», который прошёл в Норвегии. Группа с песней «Run Away» победила в национальном отборе, финал которого прошёл 6 марта 2010 года в Кишинёве. В мае 2017 года представили Молдову на Евровидении 2017 в Киеве с песней «Hey, Mamma!» и заняли 3-е место, уступив Болгарии и Португалии.

## История

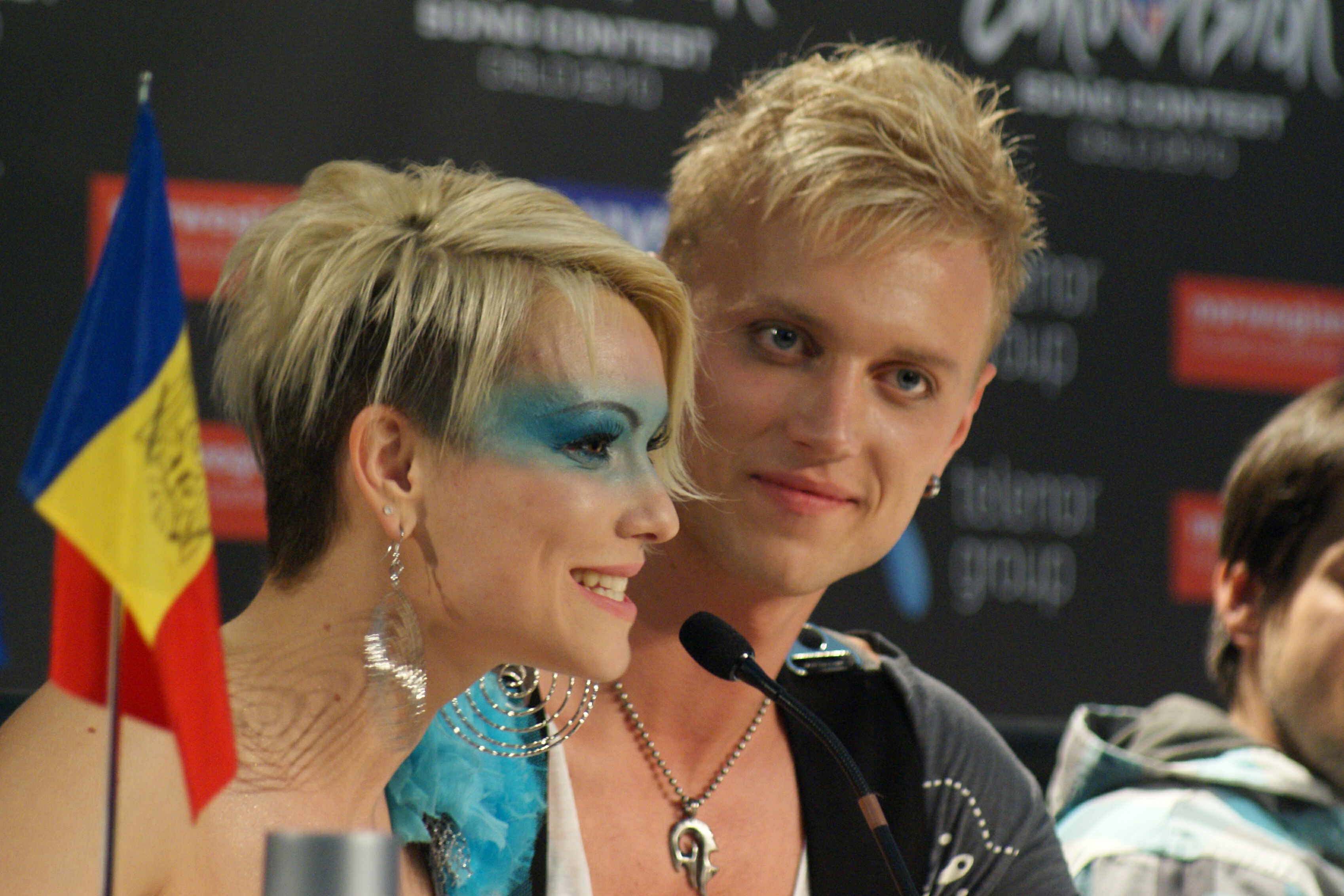
Оля Тира и Сергей Яловицкий (2010)

Группа «SunStroke Project» была основана в 2008 году в городе Тирасполе (Приднестровье). В состав группы входили скрипач Антон Рагоза и саксофонист Сергей Степанов, которые познакомились во время службы в армии. Название группы появилось благодаря курьёзной ситуации: когда Антон и Сергей служили в армии (где были зачислены в оркестр) и вышли на работу в поле, Антон получил солнечный удар. В итоге ребята решили назвать свою группу «SunStroke Project».
С 2008 по 2009 год вокалистом группы был Павел Парфений, а в 2009 году группа впервые выступила в Национальном отборе «Евровидения-2009», где коллектив занял третье место с композицией «No Crime». После ухода из группы Паши Парфения был объявлен кастинг, благодаря которому в группе появился новый вокалист Сергей Яловицкий.
В 2013 году группа впервые исполнила песню на румынском языке, а клип «Ce Bine Imi Pare» был снят за 6 часов. Данную композицию ребята исполнили вместе с Alex Calancea Band. В будущем «SunStroke Project» планирует исполнить ещё нескольких песен на румынском языке.В этом же году песня «Walking in the rain» заняла 1 место в чарте Radio Record и стал гимном команды КВН «Парапапарам» МГИМО Москва. В этом же году был снят клип на песню «Amor», которая выпущена на английском и испанском языках.
В 2015 году Sunstroke Project принимали участие в национальном отборочном туре конкурса «Евровидения-2015» с песней «Day After Day», но в финале заняли 3 место. В августе 2015 года Sunstroke project открыли свой музыкальный лэйбл Ragoza Music и выпустили на нём новую песню «Not Giving It Up».
В феврале 2017 года выиграли национальный отбор «Евровидения-2017», что позволило им представить Молдову в Киеве с песней «Hey, Mamma!», а в марте уже был показан клип на песню. В финале конкурса заняли 3-е место, что стало лучшим результатом Молдовы на тот момент. По возвращении коллектива в Молдавию Президентом страны были вручены высшие государственные награды Молдовы участникам группы: Сергею Яловицкому, Антону Рагозе, Сергею Степанову — Орден Почёта, а их продюсеру Дмитрию Сергееву — медаль «За гражданские заслуги». 17 мая песня «Hey, Mamma!» была на 33 месте в рейтинге самых скачиваемых треков из iTunes.
21 июля 2018 года на музыкальном фестивале «Рандеву» Лаймы Вайкуле состоялась презентация песни «Сотни вспышек», которую они поют совместно с Филиппом Киркоровым.
В феврале 2019 года группу покинул основатель и скрипач Антон Рагоза.

## Состав группы

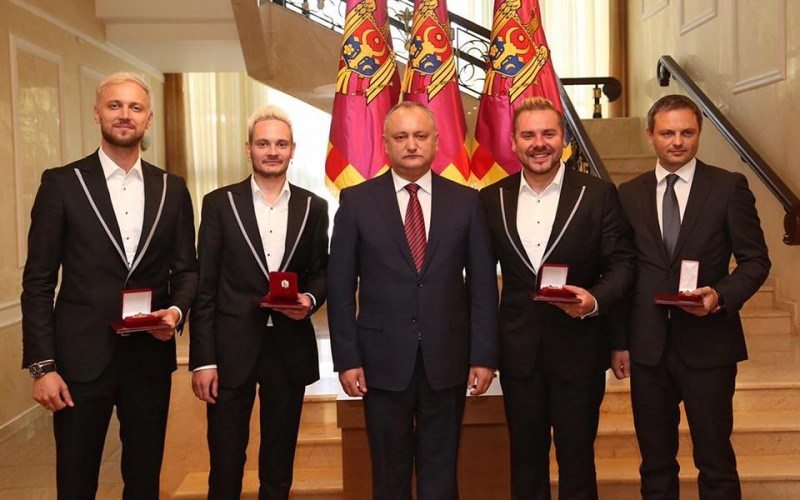
Награждение Орденами Почёта «SunStroke Project»

- Антон Рагоза — скрипка, композитор (был в составе до февраля 2019 года)[21]
- Сергей Степанов — саксофон
- Сергей Яловицкий — вокал

## Дискография

### Студийные альбомы
| Title             | Details                                                                  |
| ----------------- | ------------------------------------------------------------------------ |
| Don't word more.. | - Год выхода: 2007 - Лейбл: Ragoza Music - Форматы: Digital download, CD |

| - «Run Away» - «Summer» - «No Crime» - «Sax You Up» - «In Your Eyes» - «Walking in the Rain» - «Sax You Up» - «Rain» - «Superman» - «Scream» - «Summer» - «Epic Sax» - «Believe» - «Listen» - «Set My Soul On» - «Party» - «Go On» - «Ce Bine Imi Pare» - «Разорву мечты» — совместно с Милой Куликовой - «Sunshine» — совместно с «Deepcentral» - «Day After Day» - «Not Giving It Up» - «Home» - «Мария Хуана» - «Hey, Mamma!» - «Sun Gets Down» - «I Want You» — совместно с «Broono» - «Сотни вспышек» — совместно с Филиппом Киркоровым - «Tocame» — совместно с Timebelle - «Новогодняя» - «BOOMERANG» - «Расстреляй Любовью» - «Pepperoni» - «Cherchez la femme» - «Portofino» - «Ghostbusters» - «We on the rise» | - Go On - Party (Official Audio) - Run Away (feat. Olia Tira) - Sunstroke Project and Olia Tira — Superman (Live) - Sunstroke Project — Set My Soul On - SUNSTROKE PROJECT - Walking In The Rain (Official video \| Клип) - Alex Calancea Band & SunStroke Project — Ce Bine Imi Pare - Jingle Bells in Chisinau Intl Airport - Amor - Hey, Mamma! - Sun Gets Down - Tocame - Новогодняя - Mango - In memory of Tim Bergling |

## Достижения и награды

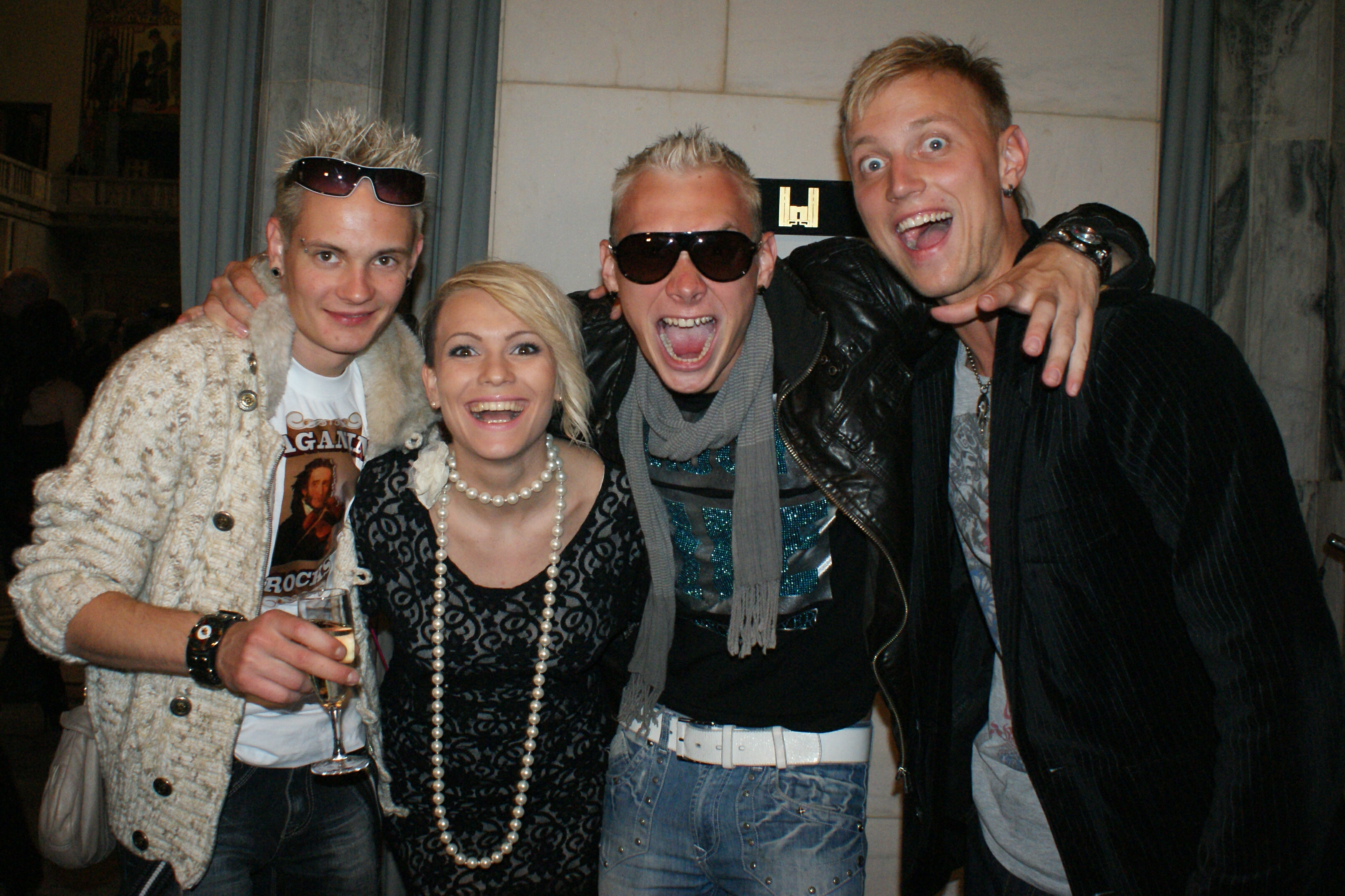
SunStroke Project и Оля Тира

В 2010 году SunStroke Project и Оля Тира представляли Молдову на конкурсе Евровидение 2010 и заняли 22 место.
В июле 2012 года SunStroke Project и Борис Коваль удостоились золотых медалей на международном конкурсе «World Star» в Голливуде
В январе 2013 года песня «Walking In The Rain» заняла 1 место в Superchart Радио Рекорд
В 2017 году представляли Молдову на конкурсе Евровидение 2017 и заняли 3 место, что, на 2023 год, является лучшим результатом страны на Евровидении.

## Интересные факты
После конкурса Евровидение 2010 Сергей Степанов, благодаря экстравагантной внешности и движениям на сцене, известен в сети Интернет под псевдонимом Epic Sax Guy. На YouTube выложена масса роликов, с зацикленным воспроизведением саксофонного проигрыша и видеорядом с танцующим Сергеем, пародиями или ремиксами.
В 2012 году Оля Тира и Sunstroke Project с песней «Superman» были обвинены в плагиате песни «Mr. Originality» румынского исполнителя Simplu. В итоге артисты не прошли даже в первый этап национального отборочного конкурса Евровидение 2012.
В 2018 году о группе снял сюжет известный английский комик Джек Уайтхолл, увидеть его поездку в Кишинёв к любимой группе можно во втором сезоне в третьей серии «Джек Уайтхолл: Путешествия с Моим Отцом».